# Полдневая (приток Моломы)
Полдневая — река в России, протекает в Опаринском районе Кировской области. Устье реки находится в 244 км по левому берегу реки Молома. Длина реки составляет 16 км. В 4,3 км от устья принимает справа реку Восточник.
Исток реки в лесах в 46 км к юго-западу от посёлка Опарино. Течёт на северо-запад по ненаселённому лесу, в верховьях также называется Стрелка. На реке нежилая деревня Стрельский Починок. Впадает в Молому выше деревни Стрельская (центр Стрельского сельского поселения).

## Данные водного реестра
По данным государственного водного реестра России относится к Камскому бассейновому округу, водохозяйственный участок реки — Вятка от города Киров до города Котельнич, речной подбассейн реки — Вятка. Речной бассейн реки — Кама.
По данным геоинформационной системы водохозяйственного районирования территории РФ, подготовленной Федеральным агентством водных ресурсов:
- Код водного объекта в государственном водном реестре — 10010300312111100035416
- Код по гидрологической изученности (ГИ) — 111103541
- Код бассейна — 10.01.03.003
- Номер тома по ГИ — 11
- Выпуск по ГИ — 1